# Matatiele (gmina)
Matatiele – gmina w Republice Południowej Afryki, w Prowincji Przylądkowej Wschodniej, w dystrykcie Alfred Nzo. Siedzibą administracyjną gminy jest Matatiele.